# Аллен (округ, Канзас)
Шаблон:StateAbbr_ 37°53′00″ пн. ш. 95°17′00″ зх. д. / 37.8833° пн. ш. 95.2833° зх. д.
Округ Аллен (англ. Allen County) — округ (графство) у штаті Канзас, США. Ідентифікатор округу 20001.

## Історія
Округ утворений 1855 року.

## Демографія
За даними перепису
2000 року
загальне населення округу становило 14385 осіб, зокрема міського населення було 6373, а сільського — 8012.
Серед мешканців округу чоловіків було 7029, а жінок — 7356. В окрузі було 5775 домогосподарств, 3895 родин, які мешкали в 6449 будинках.
Середній розмір родини становив 2,98.
Віковий розподіл населення поданий у таблиці:
| Стать    | До 15 років | 15-21 | 22-29 | 30-39 | 40-49 | 50-65 | 65-85 | Понад 85 |
| -------- | ----------- | ----- | ----- | ----- | ----- | ----- | ----- | -------- |
| Чоловіки | 1531        | 907   | 600   | 829   | 994   | 1107  | 941   | 120      |
| Жінки    | 1365        | 808   | 530   | 866   | 1082  | 1173  | 1239  | 293      |

## Суміжні округи
- Андерсон — північ
- Лінн — північний схід
- Бурбон — схід
- Ніошо — південь
- Вілсон — південний захід
- Вудсон — захід
- Коффі — північний захід

## Виноски
1. ↑  U.S. Decennial Census. United States Census Bureau. Архів оригіналу за 26 квітня 2015. Процитовано 21 липня 2014.
2. ↑  Historical Census Browser. University of Virginia Library. Архів оригіналу за 11 серпня 2012. Процитовано 21 липня 2014.
3. ↑  Population of Counties by Decennial Census: 1900 to 1990. United States Census Bureau. Архів оригіналу за 5 червня 2019. Процитовано 21 липня 2014.
4. ↑  Census 2000 PHC-T-4. Ranking Tables for Counties: 1990 and 2000 (PDF). United States Census Bureau. Архів оригіналу (PDF) за 18 грудня 2014. Процитовано 21 липня 2014.
5. ↑  State & County QuickFacts. United States Census Bureau. Архів оригіналу за 6 серпня 2011. Процитовано 21 липня 2014. [Архівовано 2011-08-06 у Wayback Machine.](англ.) Наведено за англійською вікіпедією.
6. ↑  American FactFinder. Бюро перепису населення США. Архів оригіналу за 26 лютого 2012. Процитовано 31 січня 2008. [Архівовано 2008-05-21 у Wayback Machine.]

| США | Це незавершена стаття з географії США. Ви можете допомогти проєкту, виправивши або дописавши її. |